# (6618) Jimsimons
(6618) Jimsimons  es un asteroide perteneciente al cinturón interior de asteroides, descubierto el 16 de septiembre de 1936 por Clyde Tombaugh desde el Observatorio Lowell, en Estados Unidos.

## Designación y nombre
Jimsimons se designó inicialmente como 1936 SO.
Más adelante, en 2016 fue nombrado por Jim Simons (1938-2024) quien fue un matemático y filántropo estadounidense. Fue coinventor de las formas de Chern-Simons, que tienen importantes aplicaciones en física. Junto con su  segunda esposa, Marilyn Simons, cofundó la Fundación Simons, una organización benéfica que apoya la investigación en matemáticas y ciencias.

## Características orbitales
Jimsimons orbita a una distancia media del Sol de 1,875 ua, pudiendo acercarse hasta 1,792 ua y alejarse hasta 1,958 ua. Tiene una excentricidad de 0,044 y una inclinación orbital de 23,829° grados. Emplea en completar una órbita alrededor del Sol 937,77 días.
Pertenece a la familia de asteroides de (434) Hungaria.

## Características físicas
Su magnitud absoluta es 13,51. Tiene 11,506 km de diámetro. Su albedo se estima en 0,070.